# Sphagnum squarrifolium
Sphagnum squarrifolium är en bladmossart som beskrevs av Warnstorf 1894. Sphagnum squarrifolium ingår i släktet vitmossor, och familjen Sphagnaceae. Inga underarter finns listade i Catalogue of Life.